# 優先座

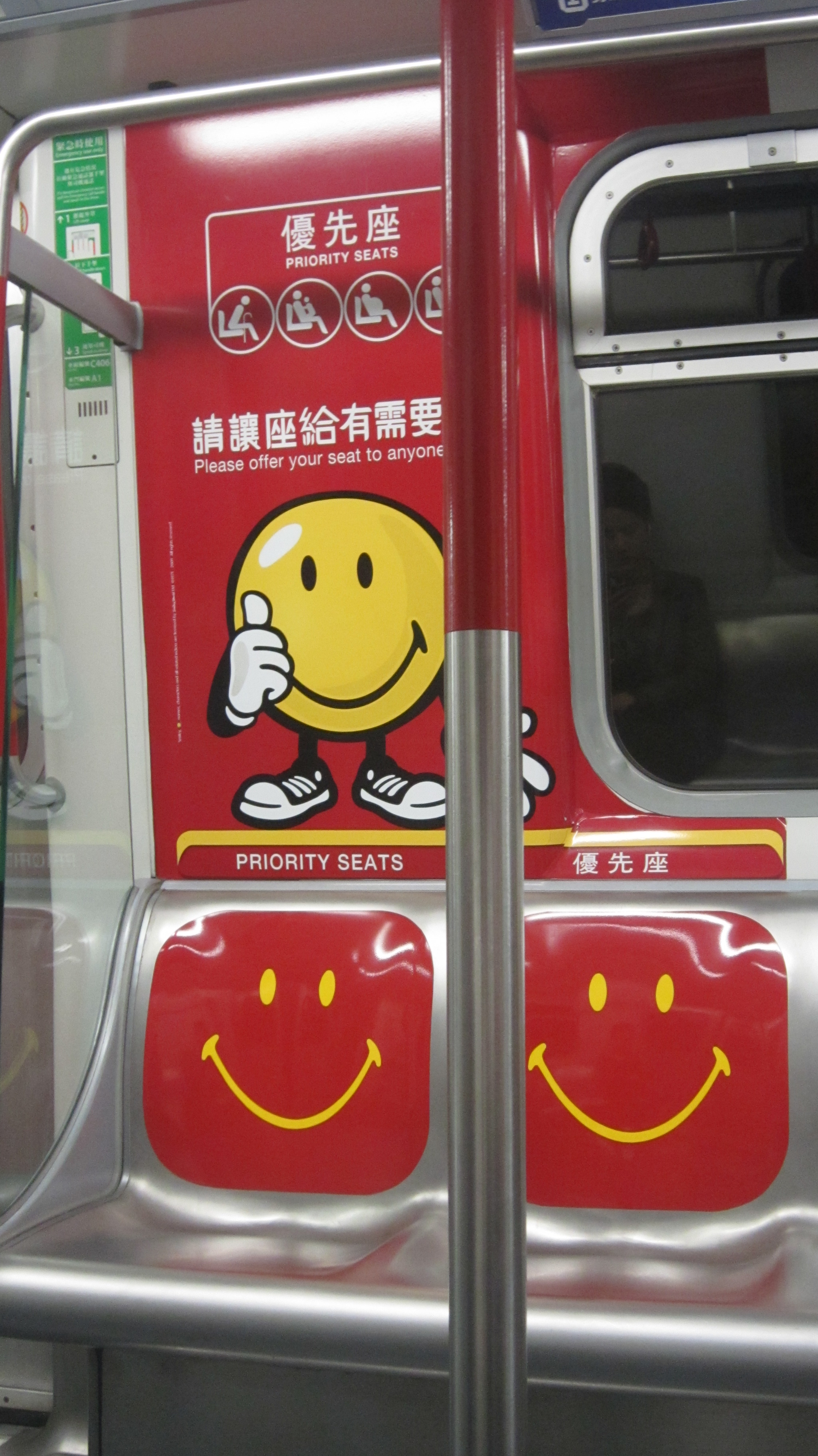
香港港鐵車廂內靠近車門的兩個指定優先座

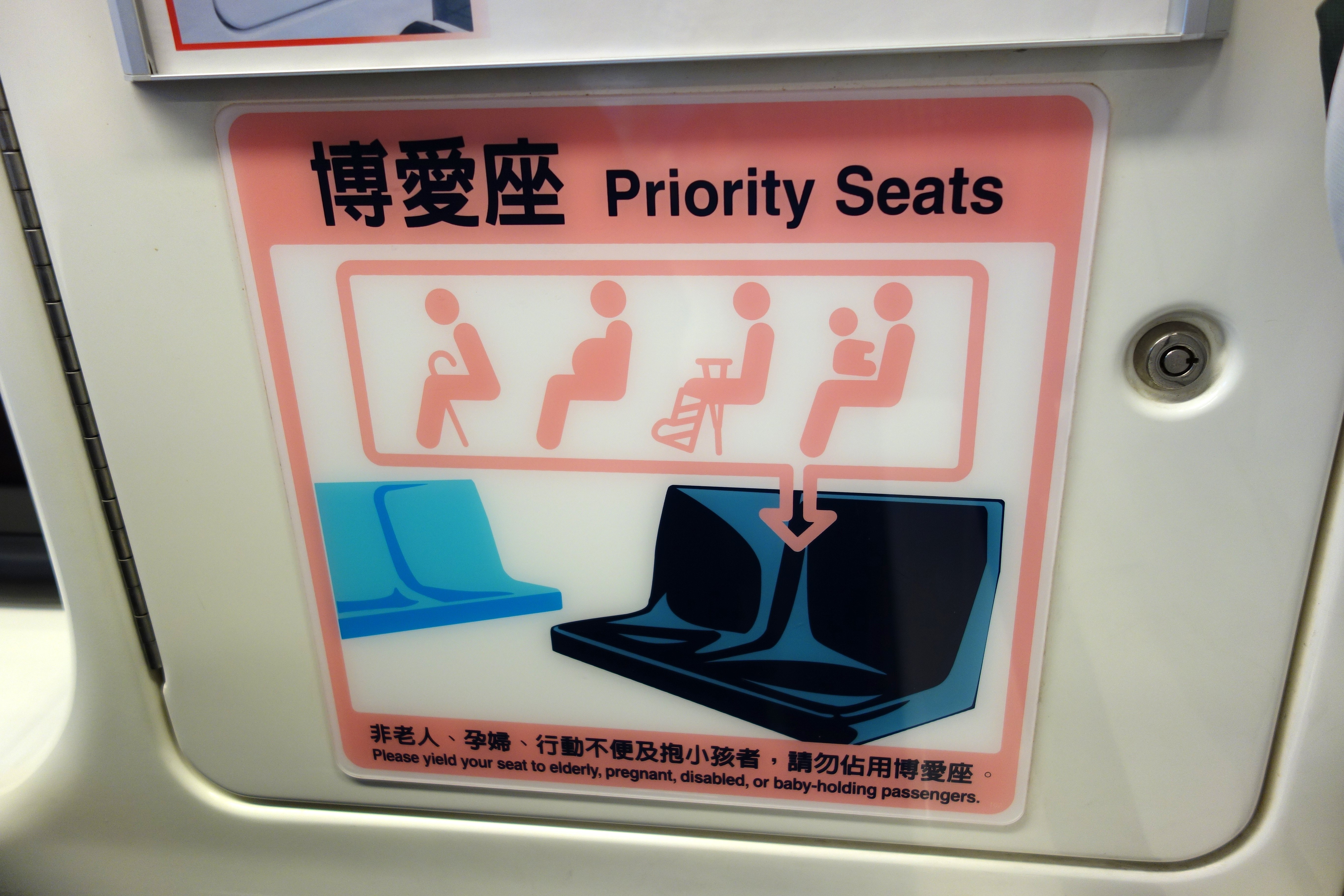
台灣的標誌，表明優先座位是為老人、孕婦、身障者和抱著嬰兒的乘客準備的。

優先席，亦稱「博愛座」（英語：Priority seats、Courtesy seat），是公共交通工具中設立的座位。其概念一說為禮讓的精神，另一說認為主要是來自北歐地區無障礙環境當中的一部份，希望身心障礙者都能像一般人正常的上下公車。

## 理念
優先座之目的是為孕婦、病者、負傷者、老人和身心障礙人士所設的優先座位，一般是設置在最接近車門的位置。坐在優先座上的人應禮讓上述人士，但並沒有硬性規定，完全是發自內心。在台灣博愛座被部分群體定義為老人專用座。交通運輸機構時常呼籲乘客要讓座給有需要人士。部分交通工具(如香港的天星小輪或香港電車)更指明關愛座是長者專用座位，皆有告示提醒乘客如非長者不可佔用相關座位否則予以拒載。
一些殘疾人士的特徵並不明顯和不容易被發現。

## 应用

### 加拿大
公車設有「優先席（Priority Seating）」和「禮讓席（Courtesy Seating）」。優先席給「法定身心障礙需求者」使用，禮讓席則是給老人、孕婦、幼童使用。法定身心障礙需求者可要求坐在優先席的一般乘客讓座。
在加拿大，多倫多公車局提醒大眾，那些拒絕讓座的人可能有隱藏的、不容易被發現的或者是不方便在公共場合透露的殘疾。

### 法國
巴黎地鐵優先席有九種優先依序需求者。依序為退伍或傷殘士兵、視障者、身心障礙勞工、站立困難的不適民眾、孕婦、4歲以下幼童、沒有明確站立困難的不適民眾、持有站立困難卡者、75歲以上長者。

### 澳大利亞
新南威爾斯州（New South Wales）火車每節車廂都設有兩個紅色的博愛座（Courtesy seat），這些座位與一般的藍色座位區分開來，設置於車廂出入口，方便需要的乘客進出。座位上方貼有標示長者和孕婦的貼紙，博愛座旁的座位則設為輪椅區。
維多利亞州公共運輸系統設有橘色或其他顏色的優先座，並貼有標誌提醒乘客：「在受請求下，這些座位必須讓出來提供特殊需求的乘客使用，否則將罰款」。

### 臺灣
台灣在啟用博愛座後，因多起博愛座逼讓位事件凸顯其他公民對有需求者主動讓座的品德匱乏與作壁上觀，並引發民間呼籲廢除博愛座的聲音，2016年，台灣衛福部社家署副署長陳素春說，目前各界有不同意見，有人認為是「博愛座」名稱問題，建議改成「優先席（座）」；也有民眾提議廢除。但因「博愛座」名稱與比率明確定義在《身心障礙者權益保障法》，若要修正、改名都必須修法，會再找交通部與專家學者研商。有當地記者實地上街詢問民眾對於「博愛座的存廢」、「搭交通運輸會不會坐博愛座」等問題，受訪者大部分認為博愛座的存在有必要性。為避免博愛座爭議，桃園捷運公司自2018年4月起，將列車上原博愛座調整為「優先讓座」標誌。
2025年6月23日，立法院通過《身心障礙者權益保障法》第53條修正草案，博愛座將改名為「優先席」，並將原先規定對象從「老弱婦孺」修正為「有實際需要者」。

### 香港
在香港，有批評聲音認為「關愛座」已變成「批鬥座」。有時候即使車廂非常擠迫，許多人仍選擇任由「關愛座」空出而不敢坐上，「有空位無人敢坐」的現象也引起一些人思考關愛座（或優先座）是否造成「資源浪費」。2017年初，明光社副總幹事傅丹梅表示「網上有關讓座的攻擊，令年輕人感到害怕，長遠應廢除關愛座」但「暫時未能廢除」。有香港媒體指「關愛座」的設立加劇青年人與老年人的對立，讓座問題「已演化成世代之爭」。另有香港媒體認為關愛座的爭議實乃反映香港公共運輸系統已超出負荷以及勞動人口工時過長等更深層問題。
香港立法會議員林卓廷於2018年表示「關愛座原意是好，但絕不能對拒讓座者網上公審甚至動手打人」。

### 澳門
澳門輕軌通車前，當地政府立法向不讓座的輕軌乘客處以罰款，引起爭議。

### 日本
若看到有人隨身掛著「需要幫助標誌（日语：?，Help Mark，其上有十字加愛心的圖示）」，一定要主動讓座。
在日本，有老人因不滿年輕人坐在優先座上而拔刀刺向他。

### 韓國
設置交通弱者席（：／），且另外為特別需求者設立輪椅席（：／）與孕婦關懷席（：／）。
韓國地鐵在車廂最兩端、設有不同顏色座椅區，名為「交通弱者席」，另有以粉紅色標示的禮讓孕婦座位。根據韓國《交通弱者移動便利促進法》（：／），交通弱勢群體是指身心障礙者、高齡者、孕婦、幼兒及帶著嬰幼兒出行者等，還有為了生活需求外出，交通可能遭遇不便的族群，患有傷病或攜帶大件行李者也包含在內。

## 圖集

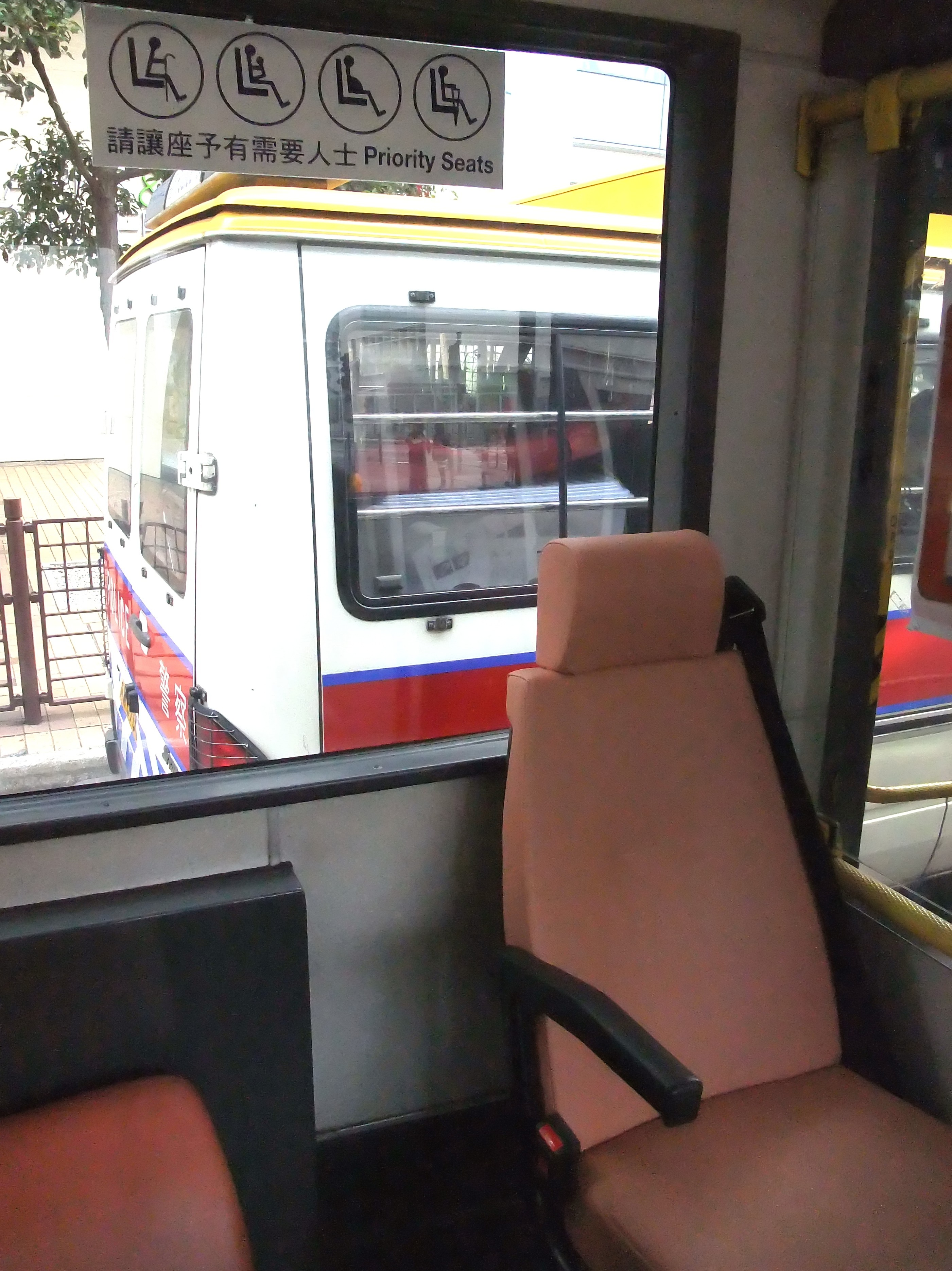
香港龍運士車廂內靠近車門的優先座
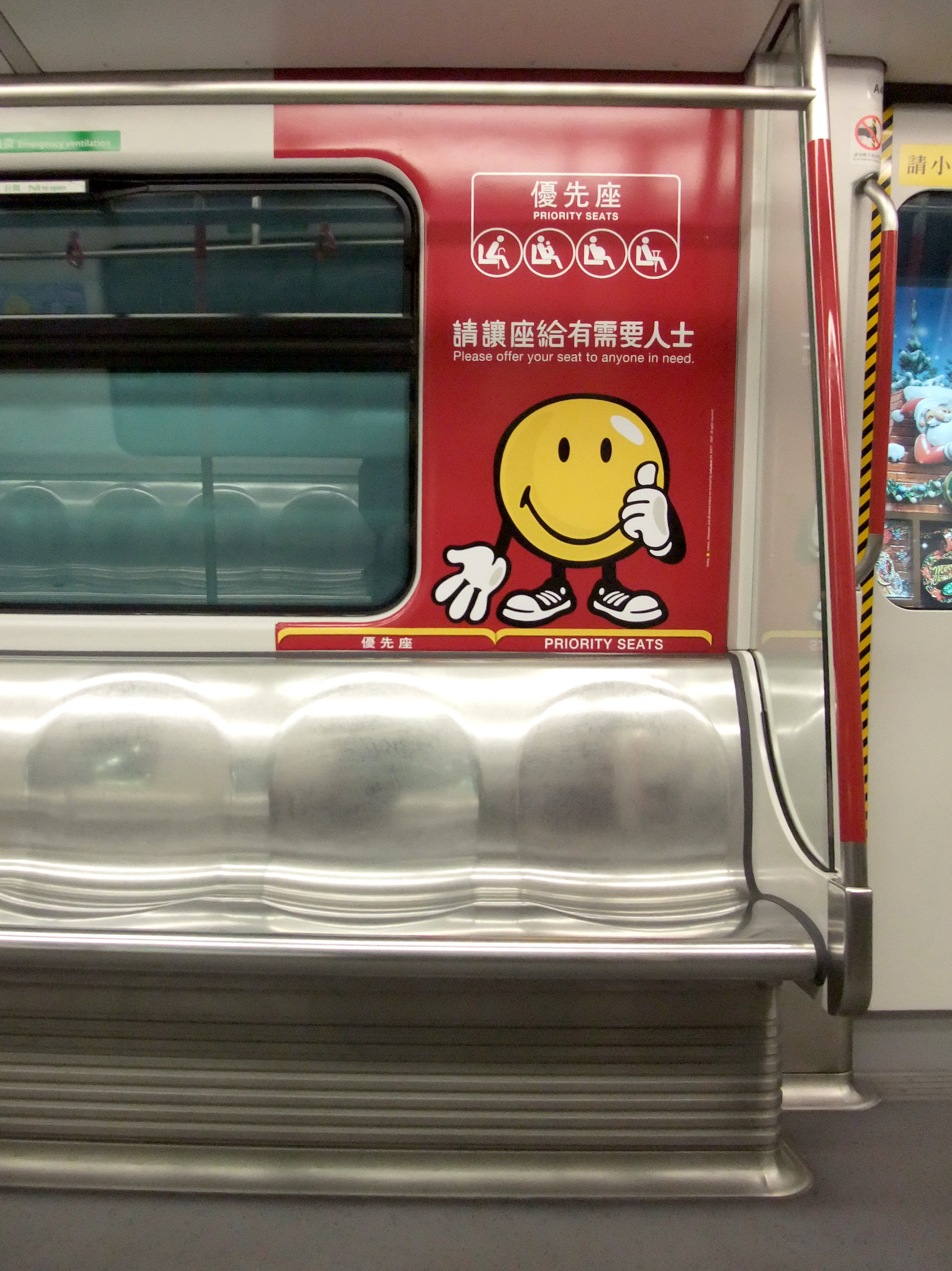
港鐵的優先座
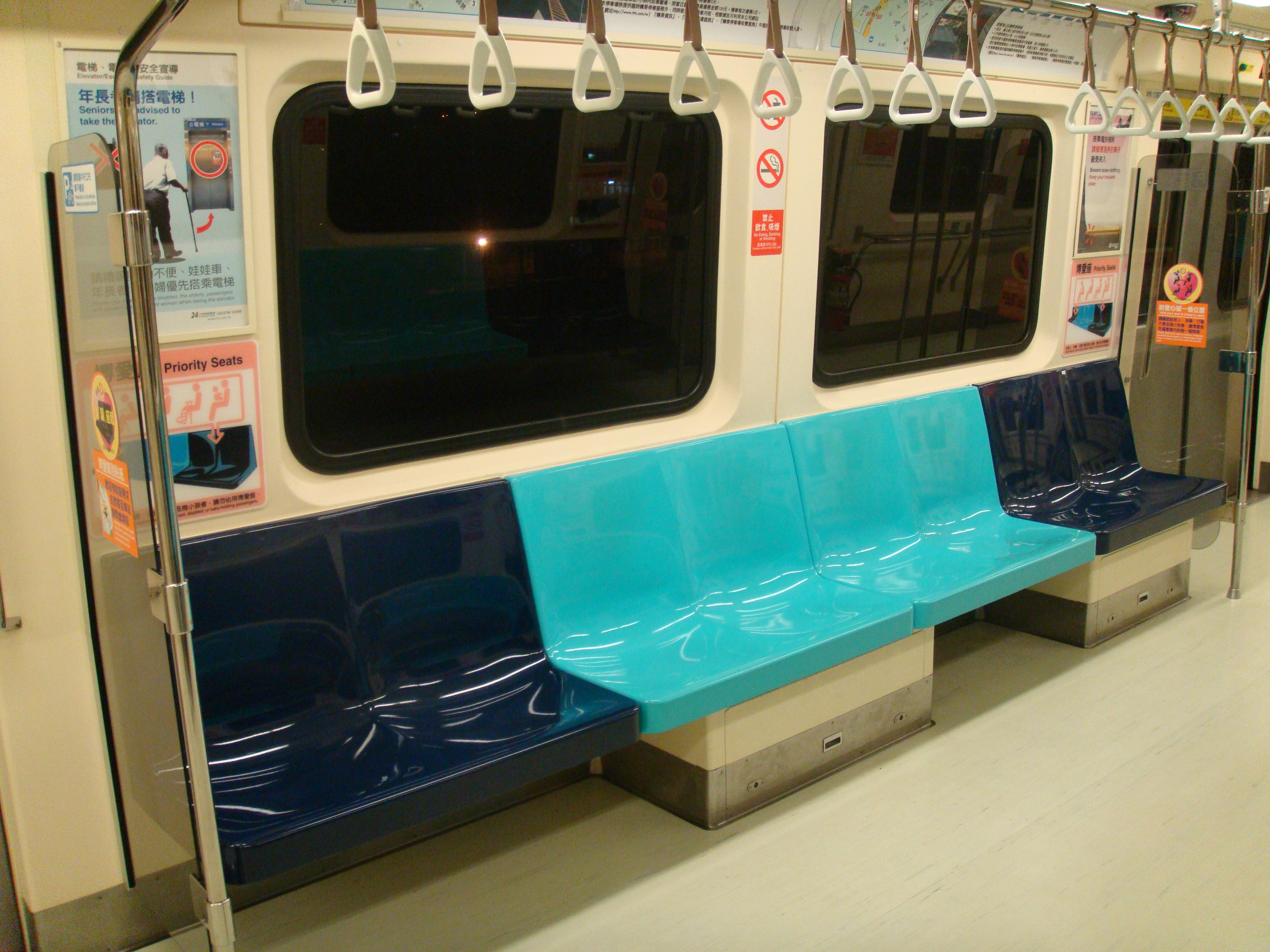
台北捷運車廂內以深藍色作為區分博愛座
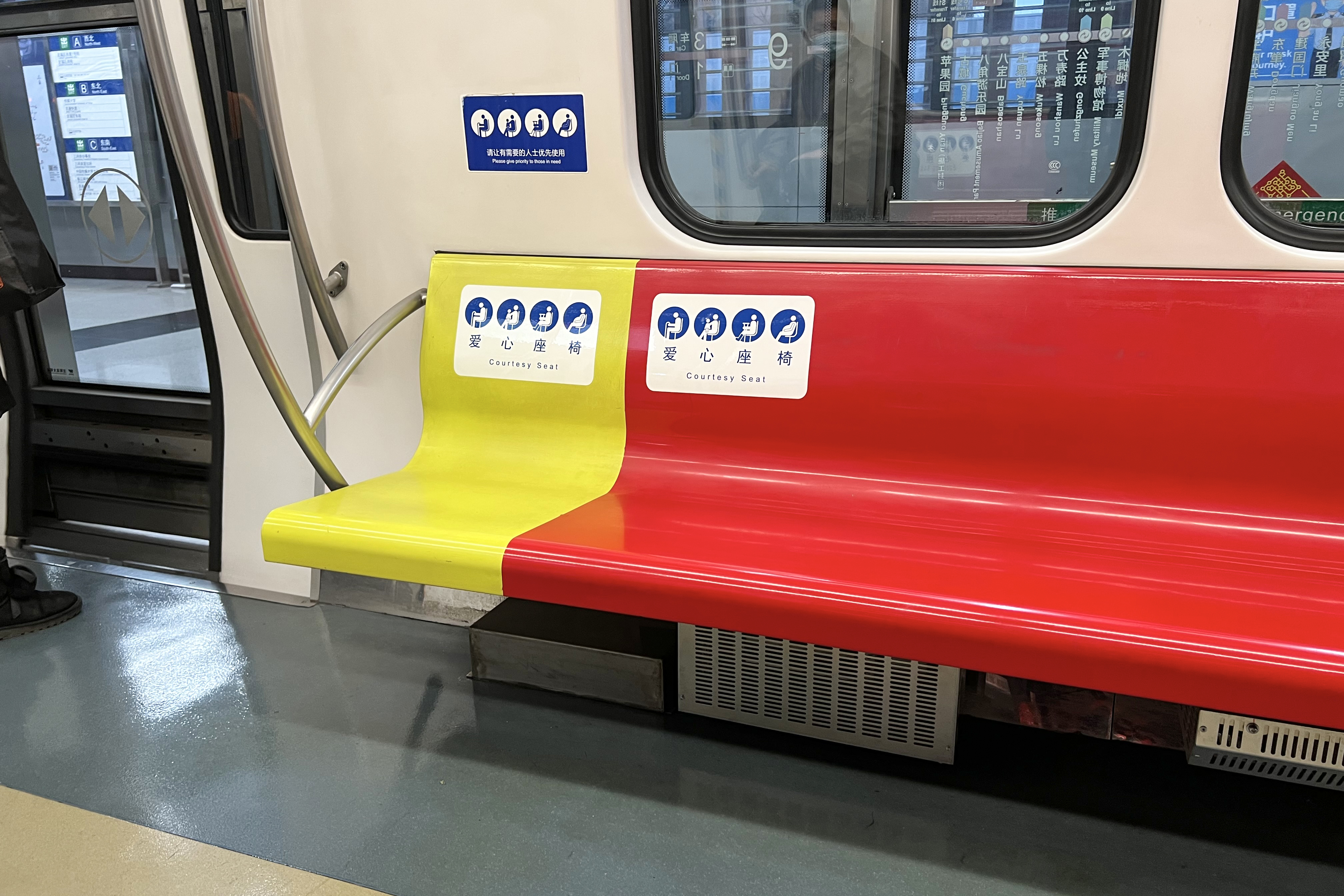
北京地铁DKZ4型电动车组的爱心座椅
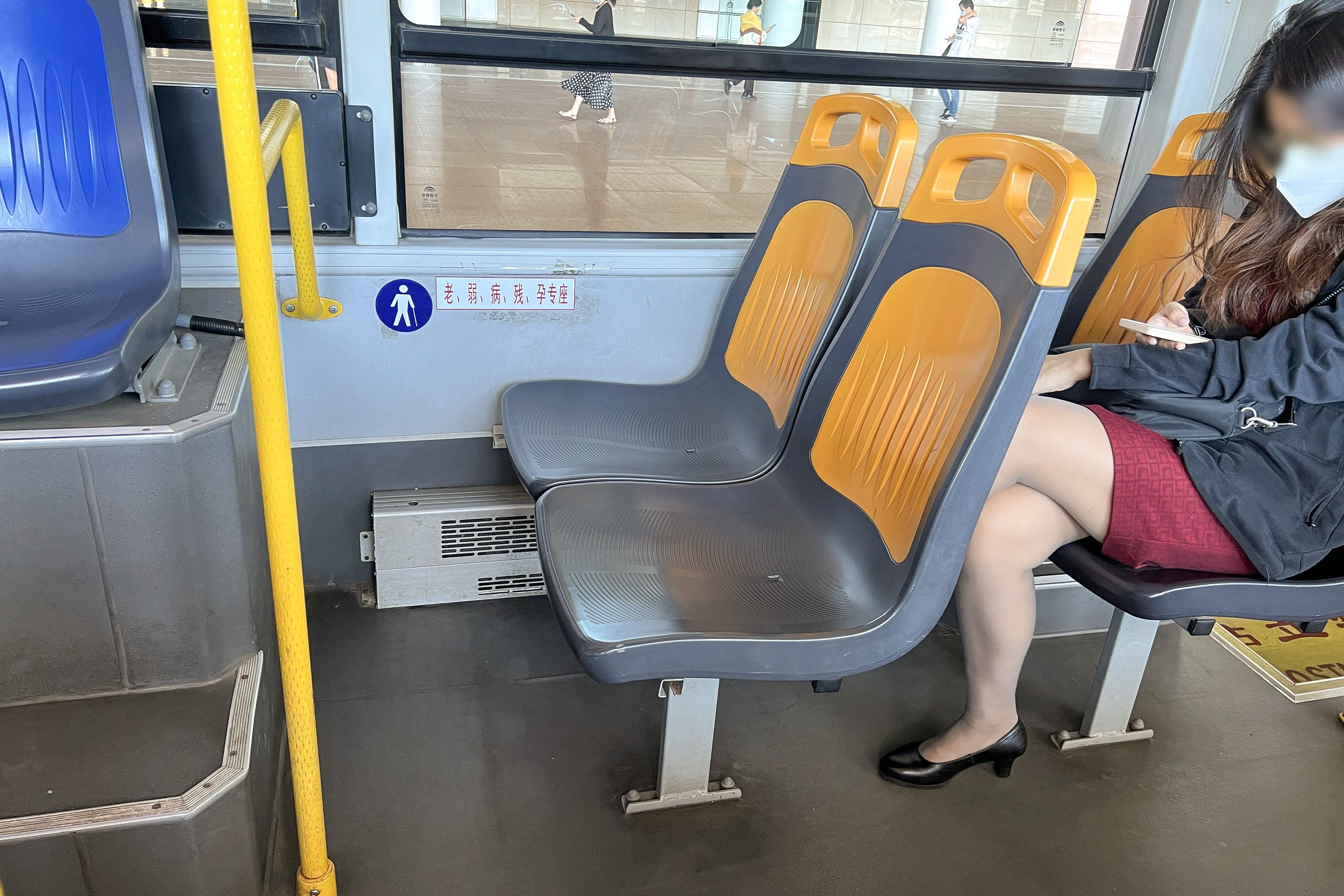
北京空港开远客运公司车厢内的老幼病残孕专座（橙色，普通座为蓝色）
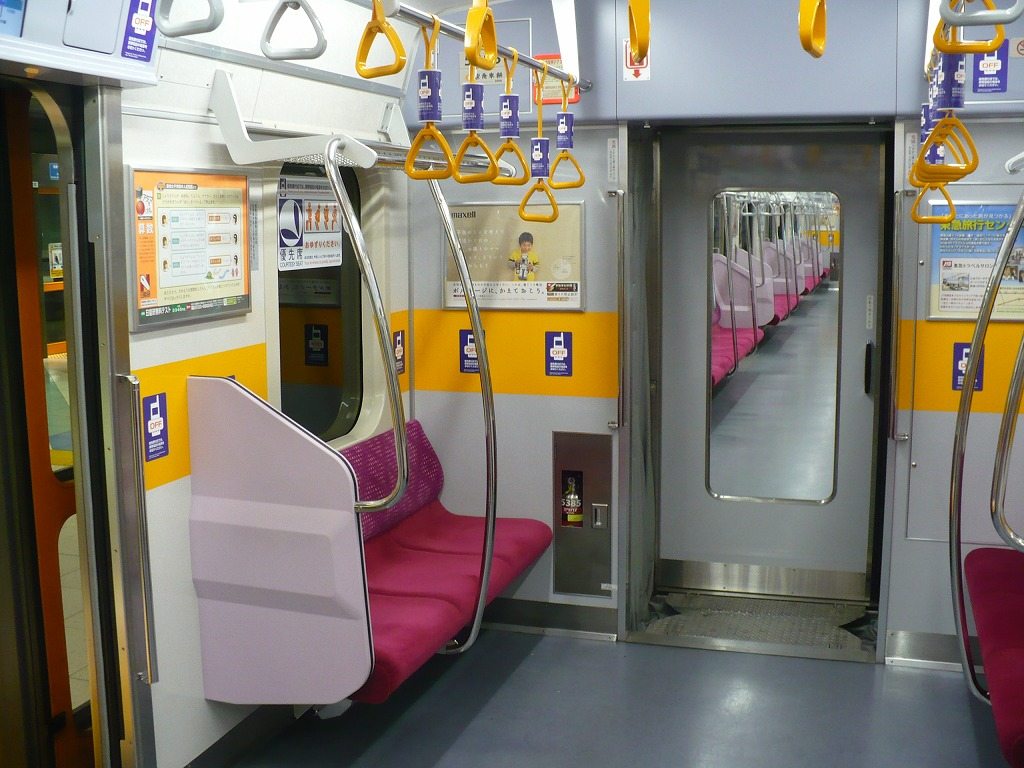
日本東急5000系電聯車的優先座
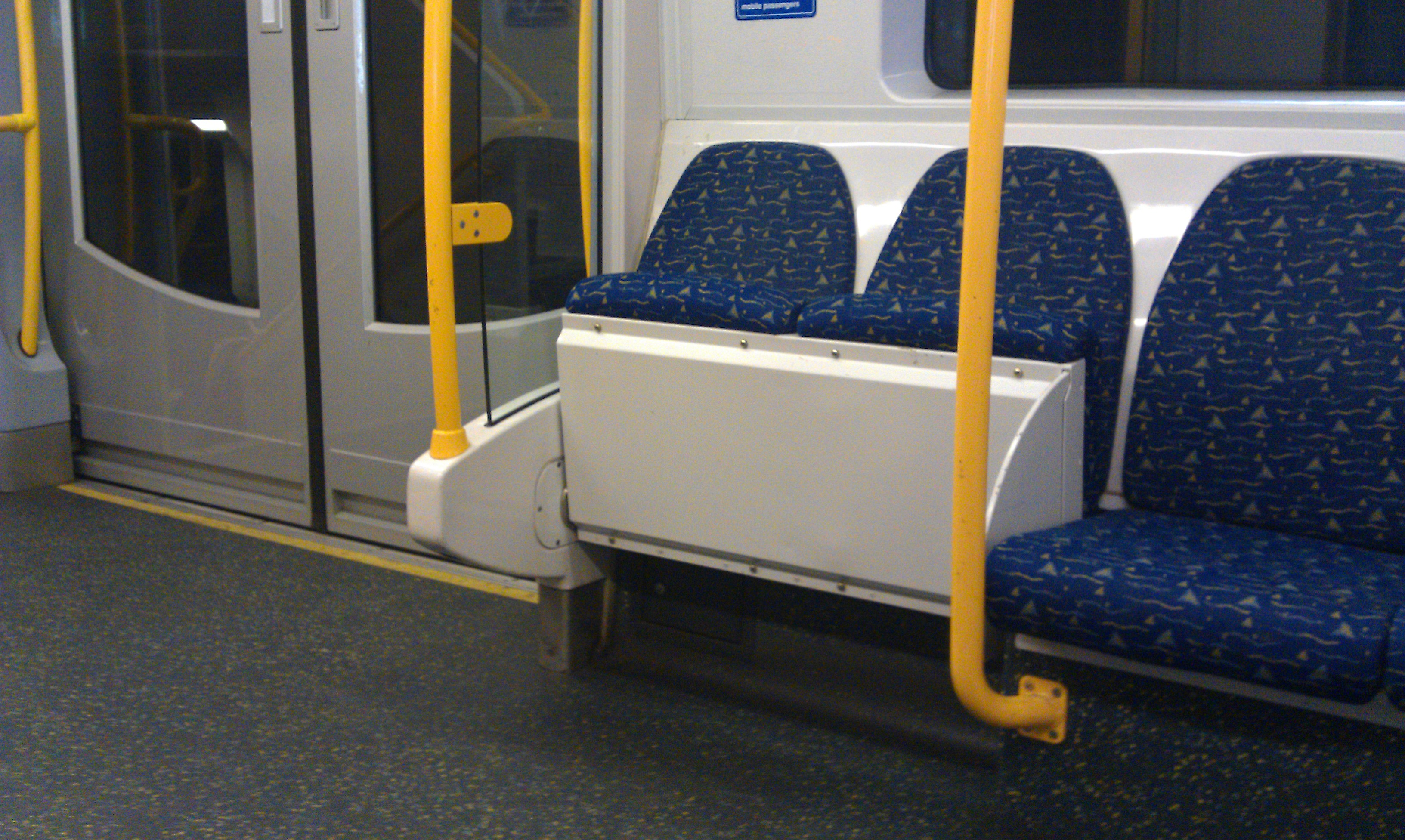
澳大利亞悉尼列車 M set的優先座
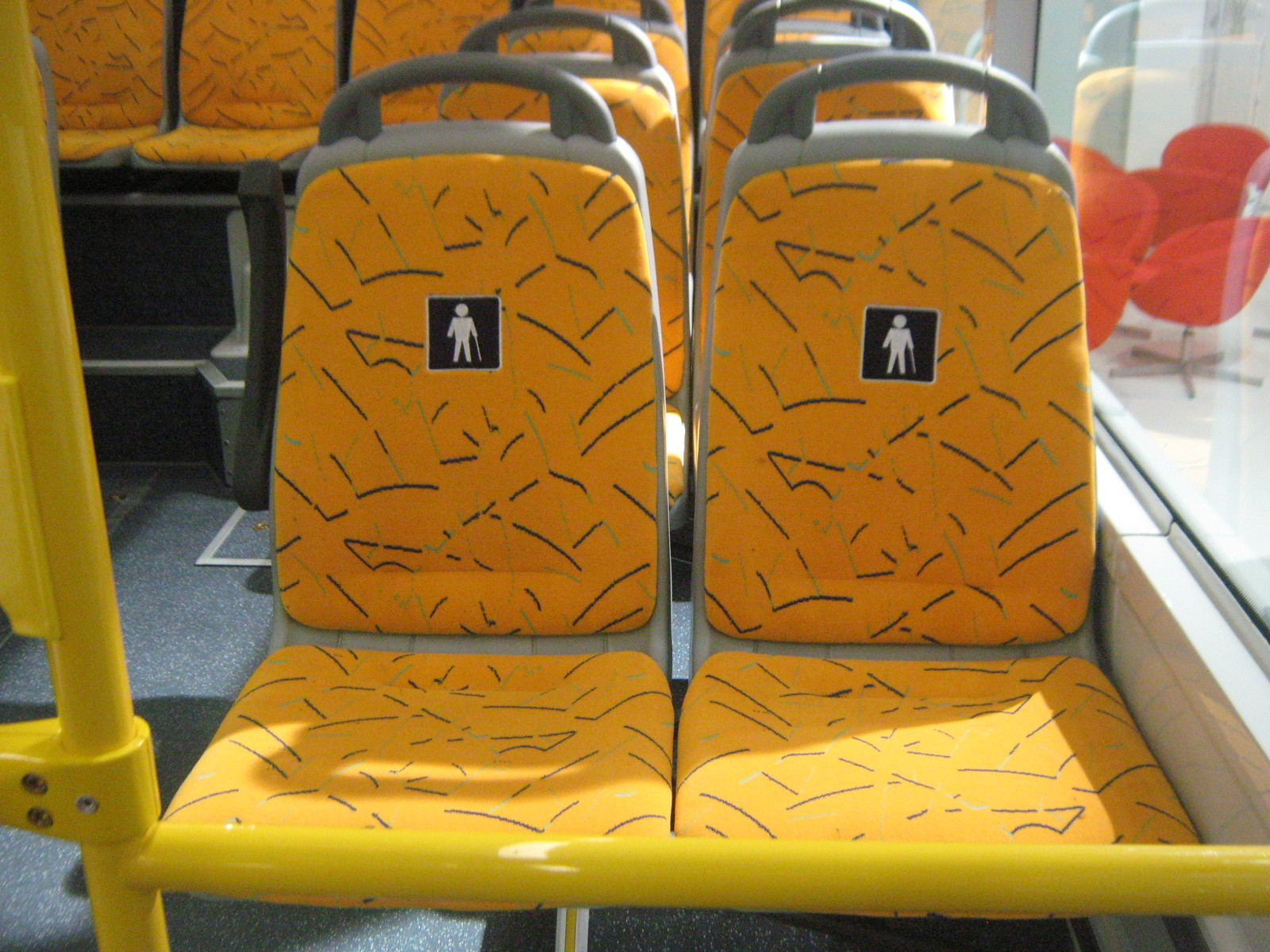
德國公共汽車上的優先座
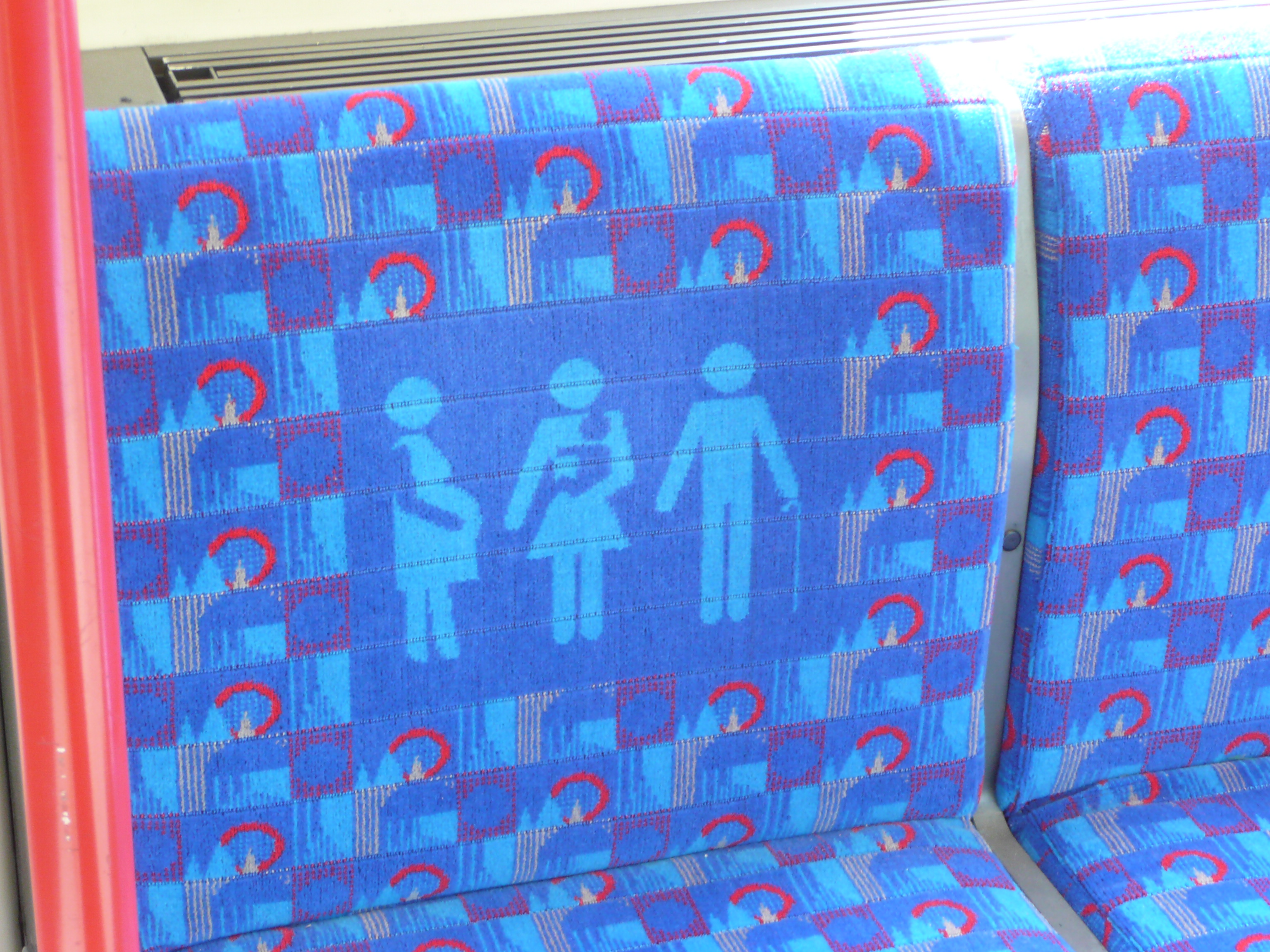
倫敦地鐵優先座上的象形圖
澳門新福利公共汽車的關愛座

## 外部連結
- YouTube上的台北捷運 博愛識別貼紙篇 - 2010年4月22日（TVBS新聞畫面）
- YouTube上的關愛有需要人士　由讓座開始 - 2016年9月3日（香港運輸署）